# Animate
Animate Ltd. (株式会社アニメイト Kabushiki gaisha Animeito?) es la rama de comercialización de Movic y es el mayor minorista de anime, videojuegos, y manga en Japón. La sede y su primera tienda Animate abrió sus puertas en 1983 y se encuentra en Ikebukuro, un distrito en Tokio, Japón.
Es la empresa más grande de Japón en la industria y actualmente se encuentra en 47 prefecturas (incluidos los concesionarios). Hay muchos productos desarrollados independientemente por compañías del grupo, y muchos de ellos no se venden en tiendas de juguetes en general. 

## Historia
Ikebukuro Store (ahora la oficina central de Ikebukuro) abrió en 1983 su primera tienda. Al principio, se abrió en el primer piso del edificio ubicado cerca de la tienda actual, pero gradualmente se trasladó al edificio en el que actualmente existe la sede.
En el pasado, era operado principalmente por varios afiliados diferentes por región. En la actualidad, varias compañías se han integrado y reorganizado en torno a Animate Co., Ltd. (sin embargo, dado que las tiendas son un sistema contable independiente, muchas tiendas venden pares, eventos o productos únicos para cada tienda o región y no son necesariamente los mismos). Desde julio de 2006, hay tiendas que han cambiado a minitiendas.

## Ex-tiendas
- Sakaihigashi Station, Osaka
- Ximending, tienda en Taiwán
- Los Ángeles, California (cerrada en 2003).

## Subsidiarias
- Animate Film (アニメイトフィルム?)
- Libre Publishing (リブレ出版株式会社?): Originalmente parte de BiBLOS Co.,Ltd (株式会社 ビ ブ ロ ス?). Tras la quiebra de BiBLOS el 5 de abril de 2006 causada por la quiebra en cadena iniciada por su empresa matriz Hekitensha (碧天 舎?), Animate, Movic, Frontier Works Inc. financiaron la empresa permitiendo que BiBLOS Co.,Ltd continuara en operación.[1] El 1 de mayo de 2006, la empresa pasó a llamarse Libre Publishing y se convirtió en una subsidiaria de Animate Ltd.[2] Sin embargo, la compañía todavía estaba registrada a lo establecido el 28 de diciembre de 2000.
- Animate Oversea Co., Ltd. (安利美特股份有限公司?)
- Animate Shanghai Co.,LTD. (魅特（上海）商贸有限公司?)
- Animate Oversea Co., Ltd. (安利美特股份有限公司?)
- Acos Co., LTD. (株式会社アコス?)
- Animate North AMERICA, Ltd.
- Japan Manga Alliance CO., LTD. (株式会社ジャパン マンガ アラインス?)
- Animate-GyaO Corporation (株式会社アニメイトギャオ?)

## Grupo de empresas
- Movic Co. Ltd. (株式会社ムービック?)
- Movic Promote Service (株式会社ムービックプロモートサービス?)
- Marine ENTERTAINMENT Inc. (株式会社マリン・エンタテインメント?)
- Coade (株式会社コアデ?): El nombre de la empresa se deriva de su propio lema 'Código Anime Diseño'.
- Frontier Works Inc. (株式会社フロンティアワークス?)
- ANIBRO Ltd. (株式会社アニブロ?): El 23 de enero de 2008, la compañía rival de Animate, Broccoli, anunció que colaborarían con Animate e hicieron una nueva compañía "AniBro", con Animate poseyendo el 70% de la compañía, mientras que Broccoli posee el 30%. El presidente de la compañía será el CEO de Animate, aunque seguirá gestionando Animate junto con "AniBro". "AniBro" planea expandir el uso de la marca "AniBro" a muchos lugares en Japón.[3]
- SHOSEN (株式会社書泉?): Se convirtió en parte de Animate Ltd. el 29 de junio de 2011.[4]

## Mercado
Meito Anisawa (兄沢 命斗 Anisawa Meito?) es la mascota de Animate, cariñosamente conocida como el Anime Tenchō (アニメ店長?). Es representado como un personaje de anime salvaje con el pelo de punta y tensos músculos, vestido con el uniforme de Animate, yendo a medidas extremas para promover los bienes de Animate. Una animación de vídeo original basada en el personaje fue producida por Gainax y puesto en libertad en 2002. Otro OVA fue lanzado en 2010. Un proyecto de animación que cruza a Anime Tencho con el Touhou Project fue producido por Ufotable y salió al aire el 20 de noviembre de 2010 en el Animate Ichioshi Bishojo Anime Matsuri para celebrar el décimo aniversario de la mascota de Animate. Meito también ha hecho varias apariciones en otros medios, como la serie de anime Lucky Star y videojuegos tales como Disgaea 4 y Touch My Katamari. Meito es la voz de Tomokazu Seki en sus apariciones de anime, y es la voz de Lex Lang en el doblaje en inglés de Lucky Star.